# Nara (Mali)
Nara es una ciudad de Mali localizada al norte de la región de Kulikoró, junto a la frontera de Mauritania. Es la capital del círculo homónimo. Su población está estimada en 29 468 habitantes (2010).
- Datos: Q937352
- Multimedia: Nara, Mali / Q937352